# Exopristus trigonomerus
Exopristus trigonomerus is een vliesvleugelig insect uit de familie Torymidae. De wetenschappelijke naam is voor het eerst geldig gepubliceerd in 1916 door Masi.